# Spenser Wilkinson
Spenser Wilkinson (* 1. Mai 1853 in Hulme; † 31. Januar 1937 in Oxford) war ein britischer Jurist, Militärhistoriker und Journalist. Er war der erste Chichele Professor of Military History an der Universität Oxford.

## Leben und Wirken
Er wuchs bei Manchester auf und besuchte dort das Owen College. 1873 bis 1878 studierte er an der Universität Oxford (Merton College). Danach wurde er Anwalt (Zulassung 1880). Schon in Oxford begann er sich für Militärgeschichte zu interessieren und war in den Freiwilligenverbänden (Oxford Volunteers). Nach der Rückkehr nach Manchester 1880 gründete er die Manchester Tactical Society. Im selben Jahr heiratete er. 1882 bis 1892 war er beim Manchester Guardian. Dabei berichtete er gelegentlich auch über Militärisches, wie den Feldzug von Wolseley 1883 in Ägypten. Da er ihm nicht liberal genug war, trennte sich der Herausgeber C. P. Scott 1892 von Wilkinson. Dieser schrieb danach 1895 bis 1914 für die Morning Post, unter anderem Theaterkritiken.
Gleichzeitig studierte er weiter Militärstrategie, insbesondere Carl von Clausewitz und den deutschen Generalstab. Er machte seine Meinung publik, dass England militärisch hinterherhinke und war damit in der Öffentlichkeit sehr einflussreich. Im Außenministerium vertrat sein Schwager Eyre Crowe (1864–1925) ähnliche Ansichten in seinem Memorandum on the Present State of British Relations with France and Germany von 1907, das er im Außenministerium und in der britischen Regierung zirkulieren ließ und das ein Hegemonialstreben des Deutschen Reichs in Europa ausmachte, dem man sich entgegenstellen müsse. Wilkinson, der 1894 einer der Gründer der Navy League of Great Britain war und seinen Ruf durch korrekte Vorhersagen am Anfang des Burenkriegs 1899/1900 festigte, war auch später bis in die 1930er Jahre ein in Großbritannien einflussreicher und auch in Politik und Militärkreisen angesehener Militärexperte, der auch die britische militärische Führung im Ersten Weltkrieg kritisierte. 1909 wurde er der erste Chichele Professor of Military History in Oxford und Fellow des All Souls College.
1880 heiratete er Victoria Crowe, die Nichte des Malers Eyre Crowe und Schwester des Diplomaten Eyre Crowe.

## Schriften
- Essays toward the Improvement of the Volunteer Forces, 1886
- Volunteers and the National Defence, London, Constable 1896
- The Brain of an Army, Westminster: Constable 1890 (über den deutschen Generalstab)
- mit Charles Wentworth Dilke (1843–1911): Imperial Defence, London, New York: Macmillan 1892
- The Command of the Sea, London: Constable 1894
- The Nation’s Awakening: Essays towards a british policy, Westminster: Constable 1897
- British Policy in South Africa, London: S. Low, Marston and Company, 1899
- From Cromwell to Wellington, London 1899
- War and Policy, New York 1900 (Essays)
- Britain at Bay, 1909, Project Gutenberg
- Hannibal’s March through the Alps, Oxford, Clarendon Press 1911
- Lessons of the War. Being the comments from day to day to the relief of Ladysmith, London: Constable 1900, Project Gutenberg
- August 1914. The coming of the war, Oxford UP 1914
- Great Britain and Germany, Oxford UP 1914
- First Lessons in War, London: Methuen 1915
- The French Army before Napoleon, Clarendon Press 1915 (Vorlesungen Oxford 1914)
- The rise of General Bonaparte, Clarendon Press 1930
- The Nation’s Servants: Three Essays on the Education of Officers, London, Constable 1916
- The defence of Piedmont, 1742–1748; a prelude to the study of Napoleon, Clarendon Press 1927
- Thirty-five years, 1874–1909, London: Constable 1933
- Early Life of Moltke, Clarendon Press 1913
  - Er gab auch eine englische Übersetzung der Militärkorrespondenz von Moltke von 1870/71 heraus (Reprint, Ashgate 1991)
- Strategy in the Navy, Morning Post 1909 (Kritik an Julian Corbett)